# Campo San Luca
Le Campo San Luca est une place de Venise, située dans le sestiere de San Marco.

## Description
Géographiquement, elle est située à 50 mètres du campo Manin et est un point d'intersection des directions de circulation, en direction de la piazza San Marco d'un côté, et le Rialto de l'autre.
Comme le campo San Bartolomeo, il a été pendant très longtemps un des points les plus populaires de réunion des vénitiens, grâce à sa situation centrale, la présence de nombreuses activités commerciales et des bars et sa proximité avec les bureaux municipaux et les principaux sièges bancaires de la ville.
D'un point de vue architectural, il n'y a pas de bâtiments de valeur particulière.

## Images

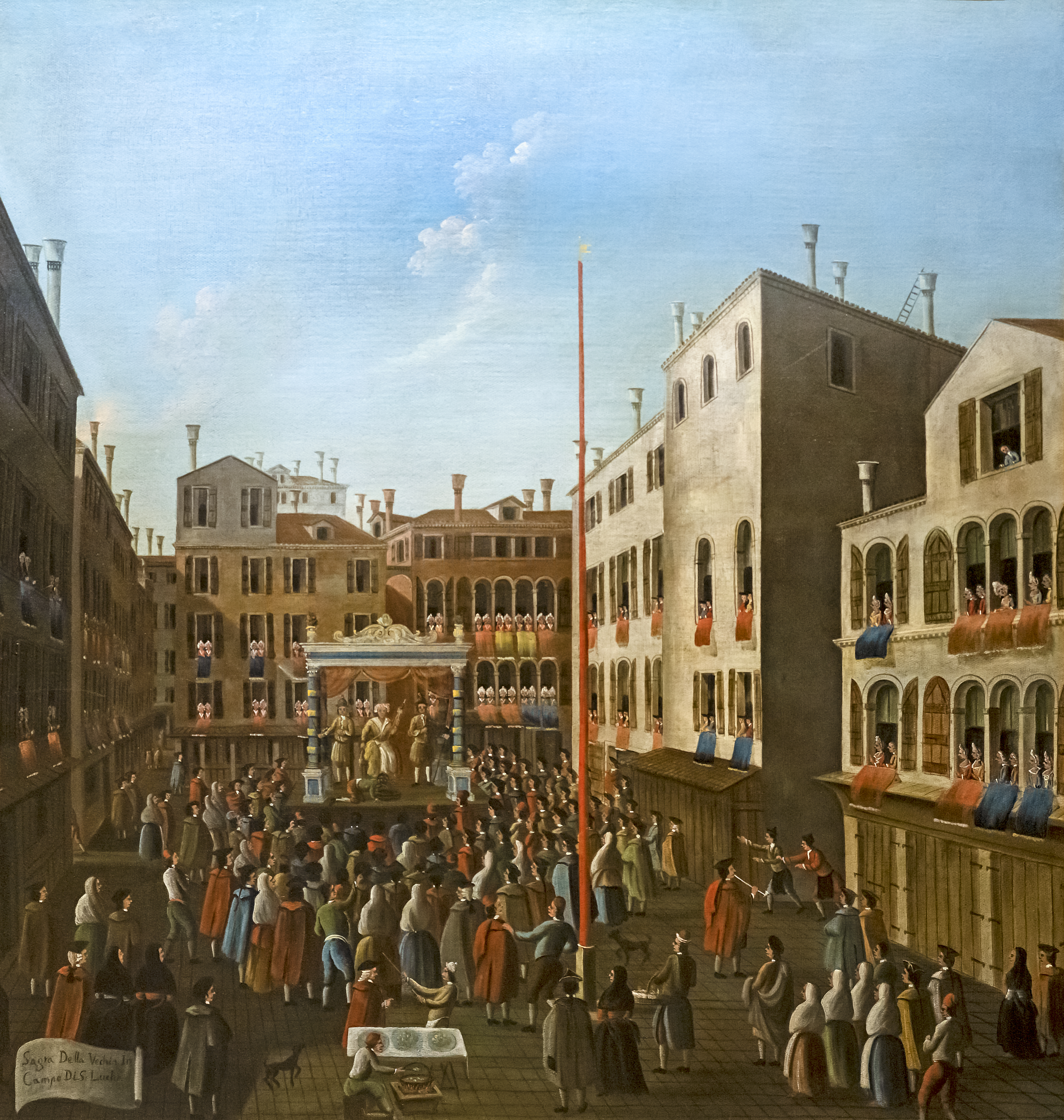
Fête de la vieille femme à Campo San Luca - Gabriele Bella
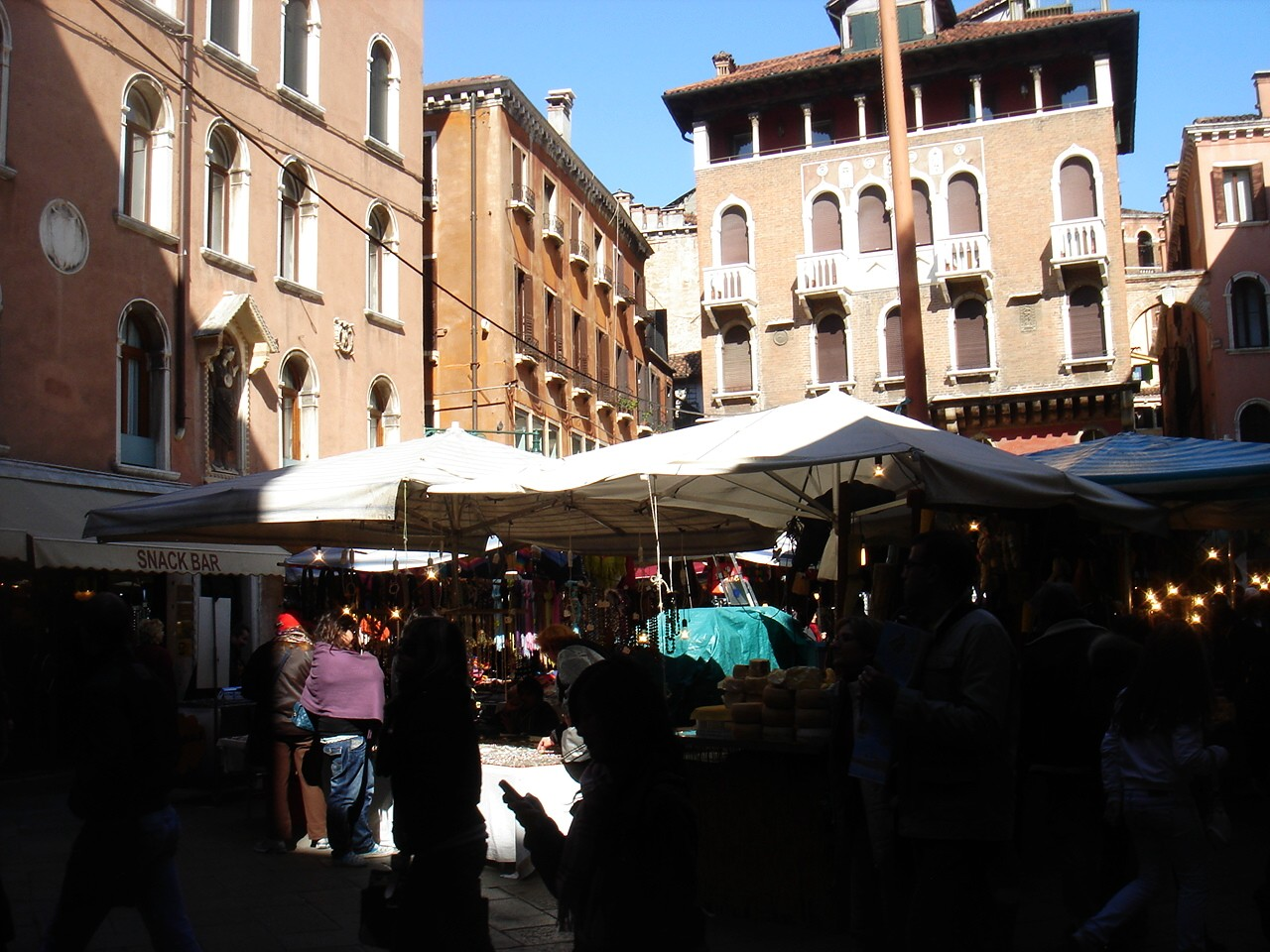
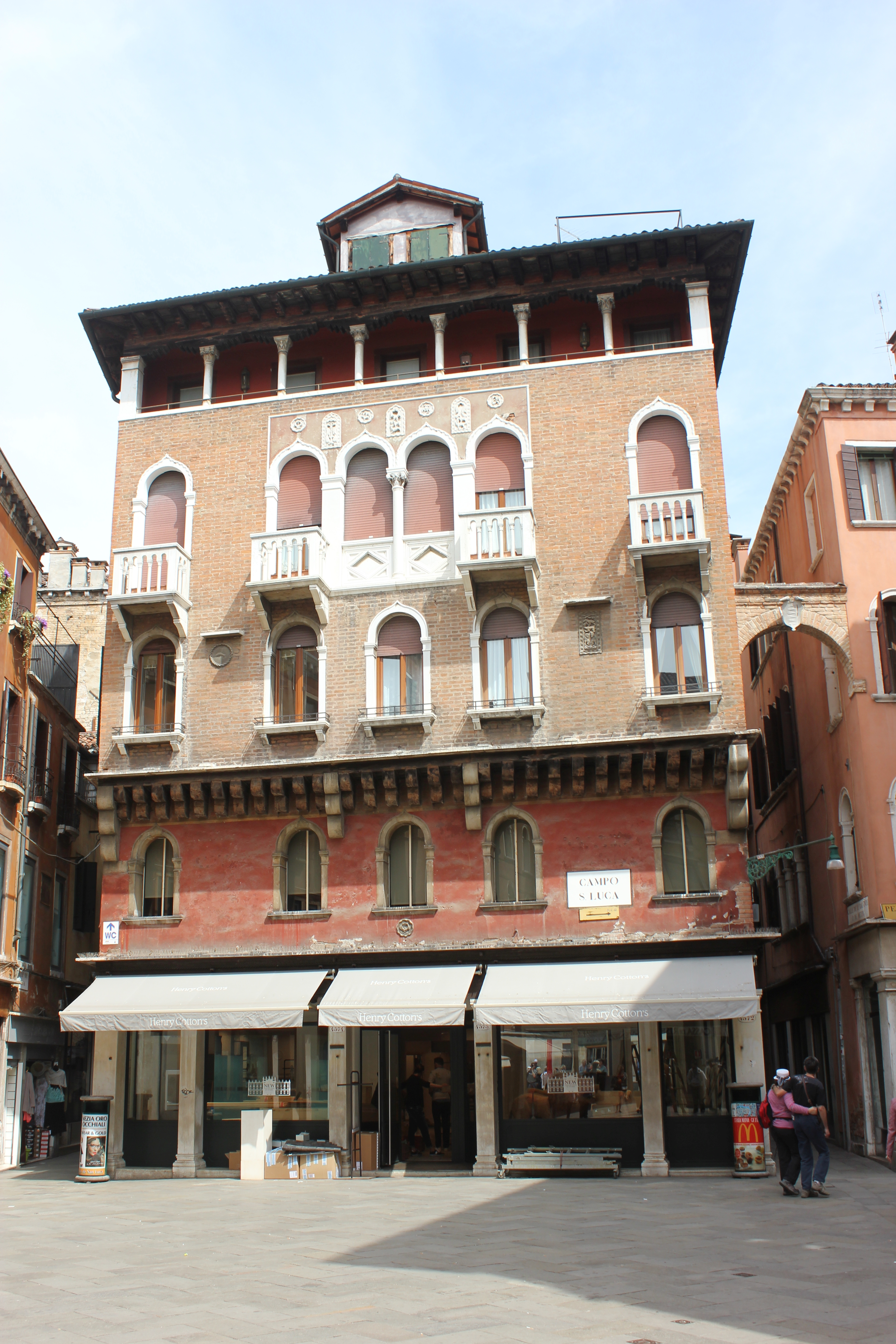
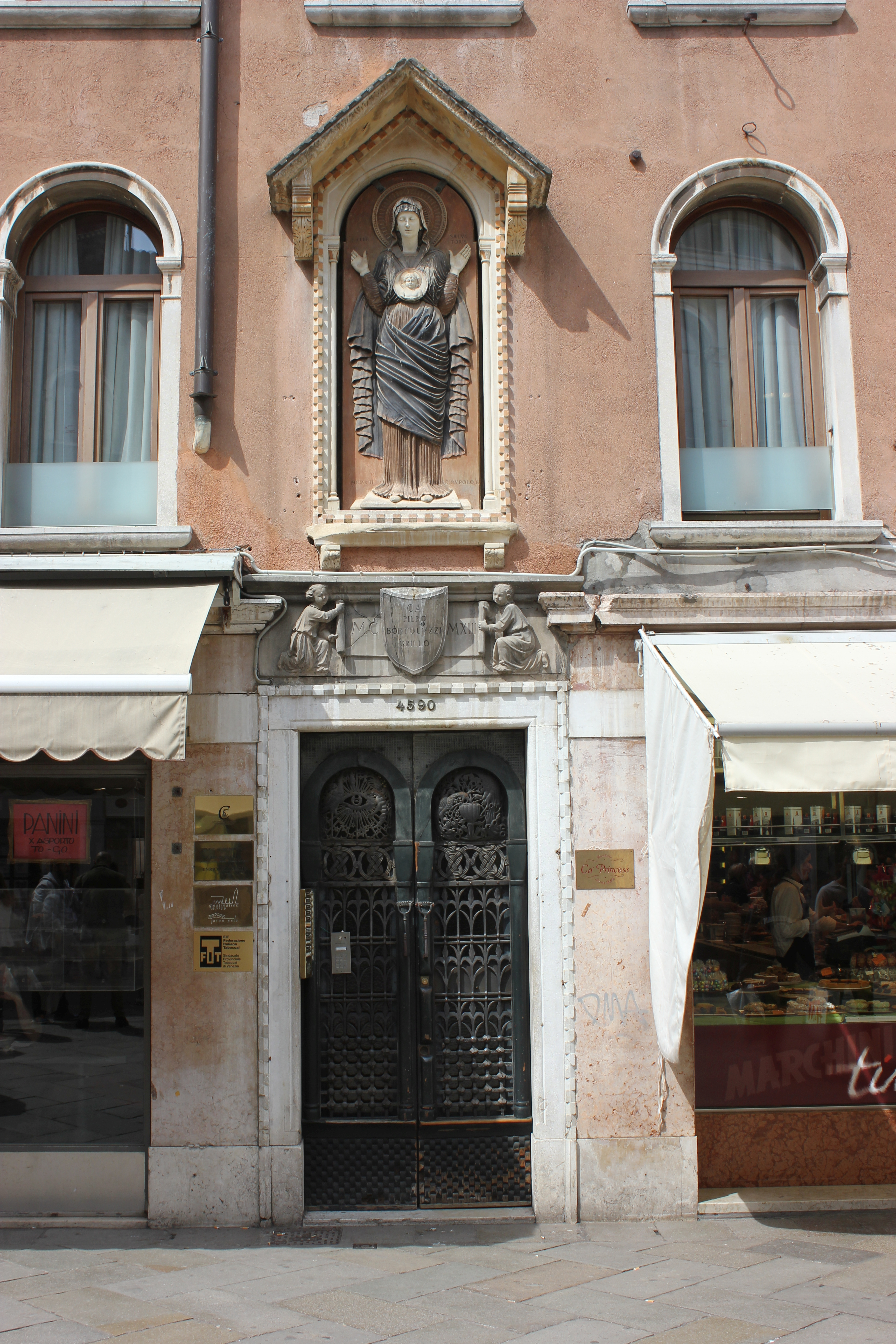